# Portretten van Jan van Nes en Aletta van Ravensberg
De portretten van Jan van Nes en Aletta van Ravensberg, zijn twee 17e-eeuwse Nederlandse schilderijen, die door Ludolf de Jongh werden geschilderd als pendanten. De portretten zijn opgenomen in de collectie van het Rijksmuseum Amsterdam. 

## Achtergrond
De Rotterdammer Jan Jansse van Nes (1631-1680), zoon en kleinzoon van een scheepskapitein, werd officier bij de Staatse vloot. In 1660 trouwde hij met Aletta van Ravensburg (1635-1677). Op 24 februari 1666 werd Van Nes benoemd tot schout-bij-nacht door de admiraliteit van de Maze. In dat jaar werd de schilder Ludolf de Jongh (1616-1679) ingehuurd om een portret van hem te maken. Twee jaar later volgde de pendant van zijn vrouw. De Jongh vervaardigde portretten, landschappen, genrestukken en historische voorstellingen. In de jaren 50 was hij wellicht de meest prestigieuze schilder in Rotterdam. Na 1660 ging zijn productie omlaag, mogelijk omdat hij als koopman en schout van Hillegersberg andere verplichtingen kreeg.
Tot de nalatenschap van het echtpaar Van Nes behoorden meerdere schilderijen en tekeningen, waaronder drie groote contrefaitsels die in de familie vererfden. Hiermee werden vermoedelijk de portretten van het stel bedoeld en een portret dat bekend werd als Het zoontje van den Admiraal, dat laatste werd in 1669 geschilderd door François Verwilt. De jongen werd gehouden voor een zoon van Aert Jansse van Nes, maar kon worden geïdentificeerd als Jan jr., zoon van Jan Jansse van Nes.
Jans jongere broer Aert Jansse van Nes (1626-1693) liet begin jaren 60 al een portret maken door De Jongh, mogelijk naar aanleiding van zijn benoeming tot schout-bij-nacht in 1662. In 1668 gaf hij Bartholomeus van der Helst de opdracht voor twee pendanten, de portretten van Aert van Nes en Geertruida den Dubbelde.
De portretten van Jan van Nes en Aletta van Ravensberg bleven in particulier bezit tot ze in 1800 werden aangekocht voor de Nationale Konst-Gallery, een voorloper van het Rijksmuseum.

## Beschrijving

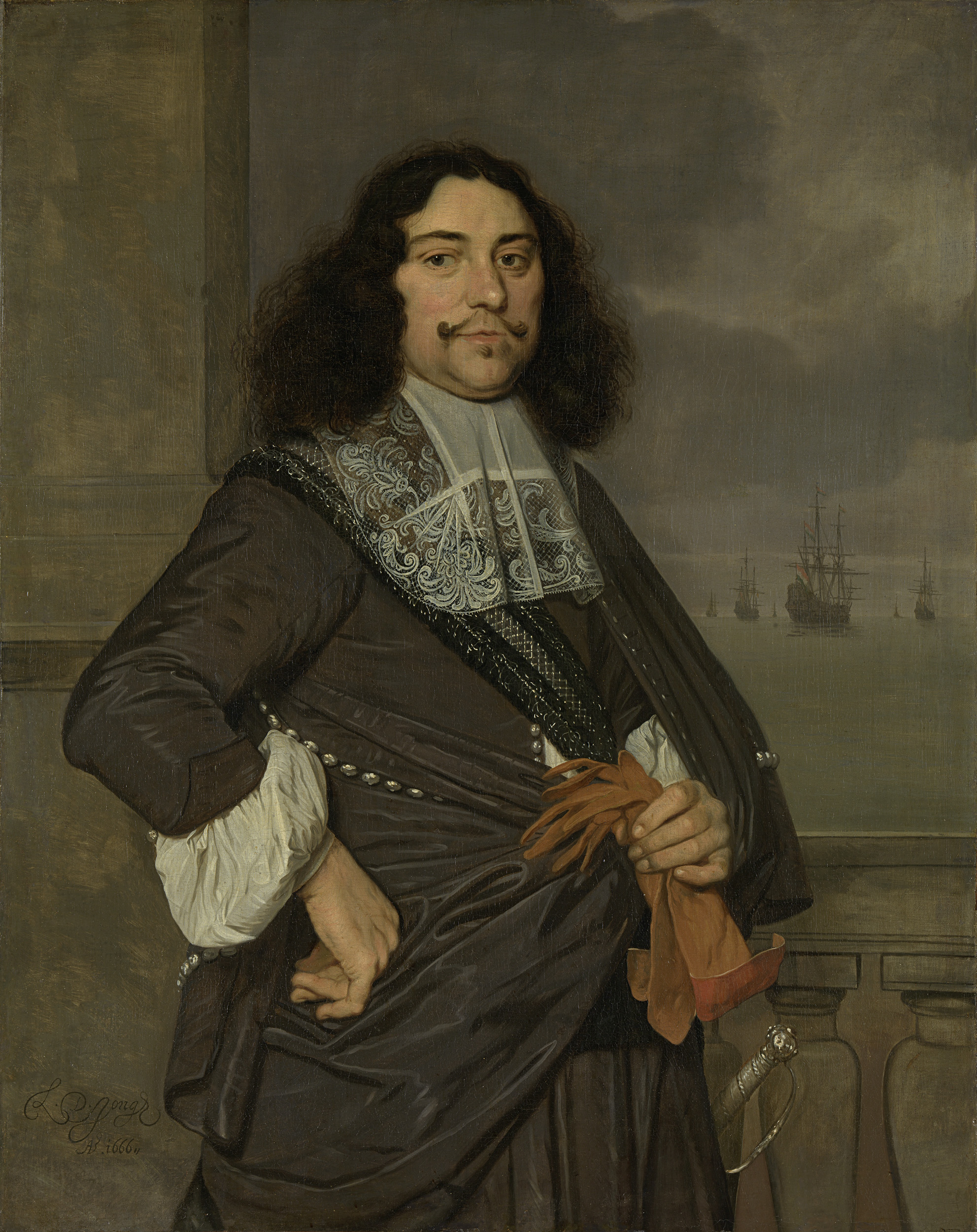
Jan van Nes

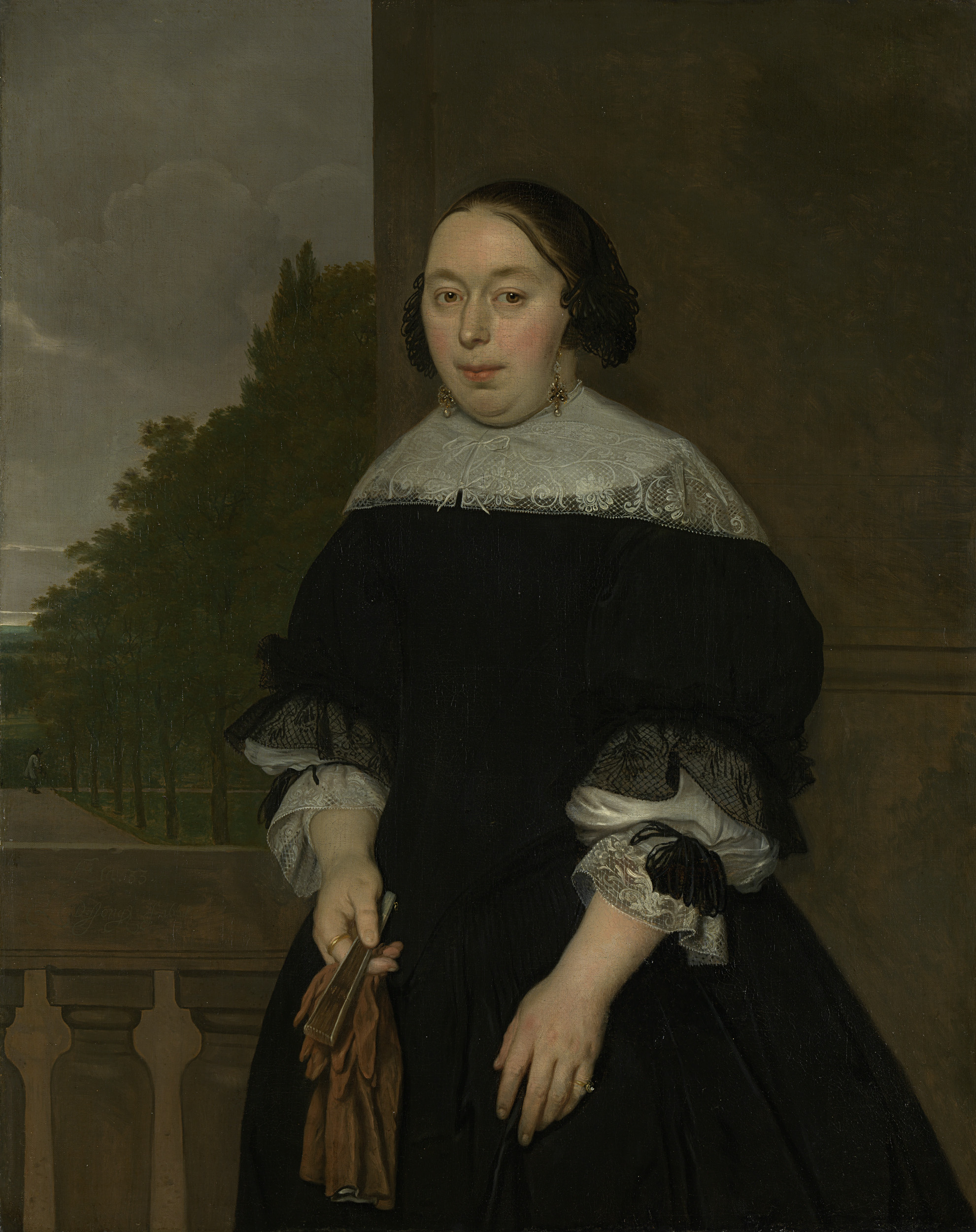
Aletta van Ravensberg

### Jan van Nes
Het portret toont Van Nes staande, met zijn lichaam naar rechts en zijn rechterhand in de zij. In zijn rechterhand houdt hij een paar handschoenen. De man met halflang haar, een krulsnor en een kleine sik, kijkt de kijker aan. Hij draagt een officiersjas, met bandelier, een witte, kanten befkraag en een mantel om zijn middel. Links is het gevest van een degen zichtbaar. Van Nes staat met zijn rug naar een eenvoudige zuil en rechtsachter hem een balustrade met balusters, die de kijker een doorkijk naar zee biedt. Op het stille water zijn enkele schepen zichtbaar, waarvan een met de Nederlandse driekleur.
Het werk is linksonder gesigneerd en gedateerd L. D. jongh / Ao.1666.

### Aletta van Ravensberg
Het portret toont Van Ravensberg ten halven lijve, staande voor een balustrade. Ze is gekleed in een zwarte japon, met pofmouwen en kant, en een platte kraag. In haar rechterhand houdt Van Ravensberg haar handschoenen en waaier. Ze draagt  haar haar glad om het hoofd, onder een kapje. Als sieraden draagt ze gouden oorhangers en aan elke hand een gouden ring. Achter Van Ravensberg is een tuin met tuinman te zien, symbolisch voor de vrouw die de huishouding bestuurt.
Het werk is linksonder gesigneerd en gedateerd L. D. Jongh f.1668 en vermeldt het opschrift Æt.a 33.

## Provenance
De vijf portretten van de familie Van Nes in het Rijksmuseum, die Jan van Nes en Aletta van Ravensberg, van Aert van Nes en Geertruida den Dubbelde en het schilderij Het zoontje van den Admiraal van François Verwilt, werden eind 1800 aangekocht door C.S. Roos voor de Nationale Konst-Gallery in het Huis ten Bosch. Verkoper was Frans Munnikhuizen (1742-1820), oud-Luthers predikant in Rotterdam. Hij wilde aanvankelijk 6000 gulden voor de vijf schilderijen hebben, maar Roos wist af te dingen naar 4000 en kreeg een zesde schilderij toe. Dit zesde werk, een voorstelling van het kielhalen door Lieve Verschuier, is vermoedelijk niet afkomstig van de familie Van Nes. Uit reconstructies blijkt dat Munnikhuizen de portretten zal hebben gekocht van de Rotterdamse wijnkoper Jan van der Hey (1698-1778), zoon van Dirk van der Hey en Elisabeth van Nes en een kleinzoon van Jan Jansse van Nes.
De in 1798 opgerichte Nationale Konst-Gallery in het Huis ten Bosch, werd onder koning Lodewijk Napoleon omgedoopt tot Koninklijk Museum en ondergebracht in het Paleis op de Dam. Na een verhuizing rond 1815 naar het Trippenhuis kreeg het museum de naam Rijks Museum. In 1885 verhuisden de collecties van diverse Rijksverzamelingen naar het nieuwe Rijksmuseumgebouw aan de Stadhouderskade. 